# Spoladaster veneris
Spoladaster veneris is een zeester uit de familie Poraniidae.
De wetenschappelijke naam van de soort werd in 1879 gepubliceerd door Edmond Perrier.